# Magyarországi szlovének
A magyarországi szlovének (közismertebb nevükön vendek, avagy rábavidéki  szlovének) jelenleg hat községben (Felsőszölnök, Apátistvánfalva, Alsószölnök, Kétvölgy, Orfalu, Szakonyfalu, Rábatótfalu) és Szentgotthárdon élnek. A Rábavidéken elő szlovének száma háromezer fő körül van. A Rábamentén kívül Szombathelyen, Mosonmagyaróváron, Budapesten, Somogy vármegyében (somogyi szlovének) Taranyban is élnek, így becsült számuk összesen 5000 fő lehet.

## Történetük
A magyarországi szlovének körül már régóta tartja magát egy olyan elképzelés, amely a vendekben egy önálló, nem szlovén népet lát. A kérdés mára inkább politikai, semmint tudományos, hitelességét több dolog is aláásta már. Az viszont tény, hogy rendkívül jellegzetes kultúrájuk, illetve nyelvük van, amivel lényegesen különbséget lehet tenni, nem csak a magyarországi, hanem a muravidéki szlovének és Szlovénia többi részén élő szlovénok között. Miután a lakosság már évszázadok óta anyanyelvén slovenci-nek mondja magát, amit számos régi dokumentum támaszt alá, így voltaképp nincs önálló vend tudat, vagy még nem alakult ki, amelyet a történelemben számos dolog befolyásolt. A szociális és politikai okok egész sora nem tette lehetővé, hogy nemzetté válhassanak. Sajátos nyelvi és kulturális közösségük a prekmurjei és vendvidéki szlovénokat a moldvai csángókhoz teszi hasonlatossá, amennyiben egy sajátos "szubidentitás" figyelhető meg körükben. A helyzetet bonyolítja, hogy ez a "szubidentitás" heterogén, s különböző identitásokhoz kapcsolódik. 
Manapság már teljes mértékben szlovénnek vallják magukat. A második világháború előtt nagy számban volt megfigyelhető, hogy evangélikus vallású szlovénnak mondta magát, ezzel a vallási identitás alapján tesz egy finom cezúrát önmaga és a többi szlovén közé. A magyarosabb érzelműek szlovénul beszélő magyarnak tartják magukat még ma is, de a második világháború után a Szentgotthárd vidékeik azért vallották így magukat, hogy megmentsék magukat a kitelepítésektől, mert ezzel akkor örökre elvesztették volna szeretett szülőföldjüket. A magát magyarnak vallóak között, akiknek száma Magyarországon túlságosan is elenyésző lett mára, kiállnak a "vend nem szlovén" elmélet magyarán (asszimilálódott magyarok ill. avarok) ill. keltomán (kelta, vandál stb. eredetet vélelmezők) híveitől kezdve, az önálló szláv nyelvet és népet föltételezőkön át, a realistább, dinamikus etnogenezist valló, a szlováknak a csehtől való elkülönüléséhez hasonló, "vendesedést." Ezen elméletek ma már tudományos szempontból elavultak és hasznavehetetlenek. A magyarországi szlovének az első világháború után törekedtek kialakítani egy autonóm entitást, vagy pedig független államot, ennek még ma is vannak hívei Szlovéniában és Magyarországon egyaránt. Ők kiállnak a régi nyelv használata mellett, nem tagadják szlovén mivoltát, de több évszázados alakulása miatt a Murától nyugatra fekvő szlovénoktól terület alapján különbözteti meg. Mivel a vendet beszélők a történelmi Pannónia lakói, ezért pannonszlovénnak nevezi a nyelvet és a lakosságot.
Azok közül akik tagadják a vend-szlovén azonosságot, sokan nem is igazi vendek, hanem magyarok. A konzervatív szellemiségű kör még mindig támogatja a trianoni revízió elképzelését ezzel, következésképp ezért vallja magát vendnek, újabban elszlovénosodott magyarnak tekinti ezt a lakosságot és véleménye szerint vissza kellene magyarosítani őket. Állításaik viszont nem érdemelnek hitelt, mivel rendkívül gyenge lábakon állnak, sőt az érvek, mint a Mikola Sándor és más irredenták elméletei, több vélemény szerint is inkább történelem-hamisító jellegűek. Ez viszont csak zavart okozhat a többi effektíven szlovénban, aki félve a megkülönböztetéstől, vagy üldöztetéstől inkább az önkéntes asszimilációt választja. Ehhez hasonlóra a második világháború végén került sor.

### Középkor
A szlovének már a 6. században, a magyarok előtt letelepültek az avarokkal a Balatontól délre eső vidékekre. Jelenleg az egyetlen őslakos népcsoport a Kárpát-medence nyugati részén, amely ma is itt él. Mikor a frankok az avarokat leverték és elfoglalták a Dunántúlt (Pannóniát), a szlovének is az ő hatalmuk alá kerültek és számukat Karantániából érkező szlovén népcsoportok tovább gyarapították. Elsődlegesen a Nyugat-Dunántúl (Alsó-Pannónia) földjét népesítették be, s már a 6. század óta földműveléssel foglalkoztak. Ez a terület hűbéres fejedelemség lett a morva Pribina vezetése alatt.
Ezekből az időkből való a II. freisingi nyelvemlék, amely megőrizte a legrégibb szlovén szót, a mirski-t, amely egy prédikációban maradt fenn.
Az Itáliából visszatért magyarok 900-ban elfoglalták a Dunántúlt és előlük a szlovének többsége kimenekült az országból. A Balaton mentén élők beolvadtak a magyarságba, a Mura és Dráva mentén továbbra is élt, bár kisebb számban a szlovén lakosság.
A Szent Istvánt követő időkben megint megemelkedett számuk a Német-római Birodalom területén levő Krajna és Stájerország területéről áttelepült szlovének révén. A Mura mellől kitelepülők később benépesítették Zala déli vidékeit illetve Somogyot a 16. századtól, és egyes csoportjaik Horvátországba, Szlavóniába is költöztek.
A népesség növekedésnek újabb lendületet adott az is, hogy az 1183-ban alapított szentgotthárdi ciszterci apátság szerzetesei a Rába mellett elterülő nagyon ritkán lakott vidékeikre nagyszámú szlovén parasztot telepítettek be Krajnából, Stájerföldről és a horvát területekről. Az általuk alapított majorokból keletkeztek azok a szlovén települések, amelyek még ma is Magyarországhoz tartoznak.

### Újkor
Minthogy a magyarországi szlovének a magyar királyok alattvalói voltak évszázadokig, jóformán semmi kapcsolatuk nem volt a német uralom alatt levő szlovénekkel, akiket a Német-római Birodalom uralt, s kapcsolatba kerültek reformációval és megindultak a polgári fejlődés útján.
A török hódoltság háborúkkal terhes korszaka Magyarországon nemcsak a magyarság létszámának megcsappanását eredményezte, hanem a szlovénekét is. A 18. századra lakóhelyük, a Tótság már csak a Muravidékre és a Rába folyó környékére korlátozódott. Szlovén betelepülés a határon túlról nem volt. A török betörések során a Rába melletti községekben is megfogyatkozott a szlovén lakosság. A településekre német lakosság érkezett, bár egyes helyeken, mint Apátistvánfalván, a betelepülő németek idővel elszlovénosodtak.
Egyedül Alsószölnökön volt jelentősebb szlovén betelepülés. A falut szintén sújtotta a török, sőt tatár pusztítás, és egy ideig itt is a német volt a meghatározó etnikum, később mégis a környékről áttelepült szlovének adták a lakosság nagyobb részét.
A 18. század végén a tótsági papi értelmiség az itteni szlávság őseit a windisch-vend szóból kiindulva a népvándorláskori vandálokig vezette vissza, ezt követően egy sor elmélet született még erről, amely mást és mást fogalmaz meg a nép eredetét illetően.
Ugyanebben az évszázadban az evangélikus Küzmics István (1723-1779) surdi pap lefordítja az evangélikus Újszövetséget, kortársa és egyben névrokona a nála tizenegy évvel fiatalabb Küzmics Miklós (1734-1804) a katolikus változatát vendre, amelyek alapjai lettek egy másik sztenderd szlovén nyelvnek.
Kossics József (1788-1867) felsőszölnöki plébános írásaiban nevezi először szlovéneknek őket, minthogy anyanyelvükön önmagukat slovencinek mondják, de továbbra is a vandálok (vandalusok) utódainak tartja őket. Bitnitz Lajos ezeket az ismereteket és további alapos kutatásokat fölhasználva igazolta először szlovén mivoltukat.

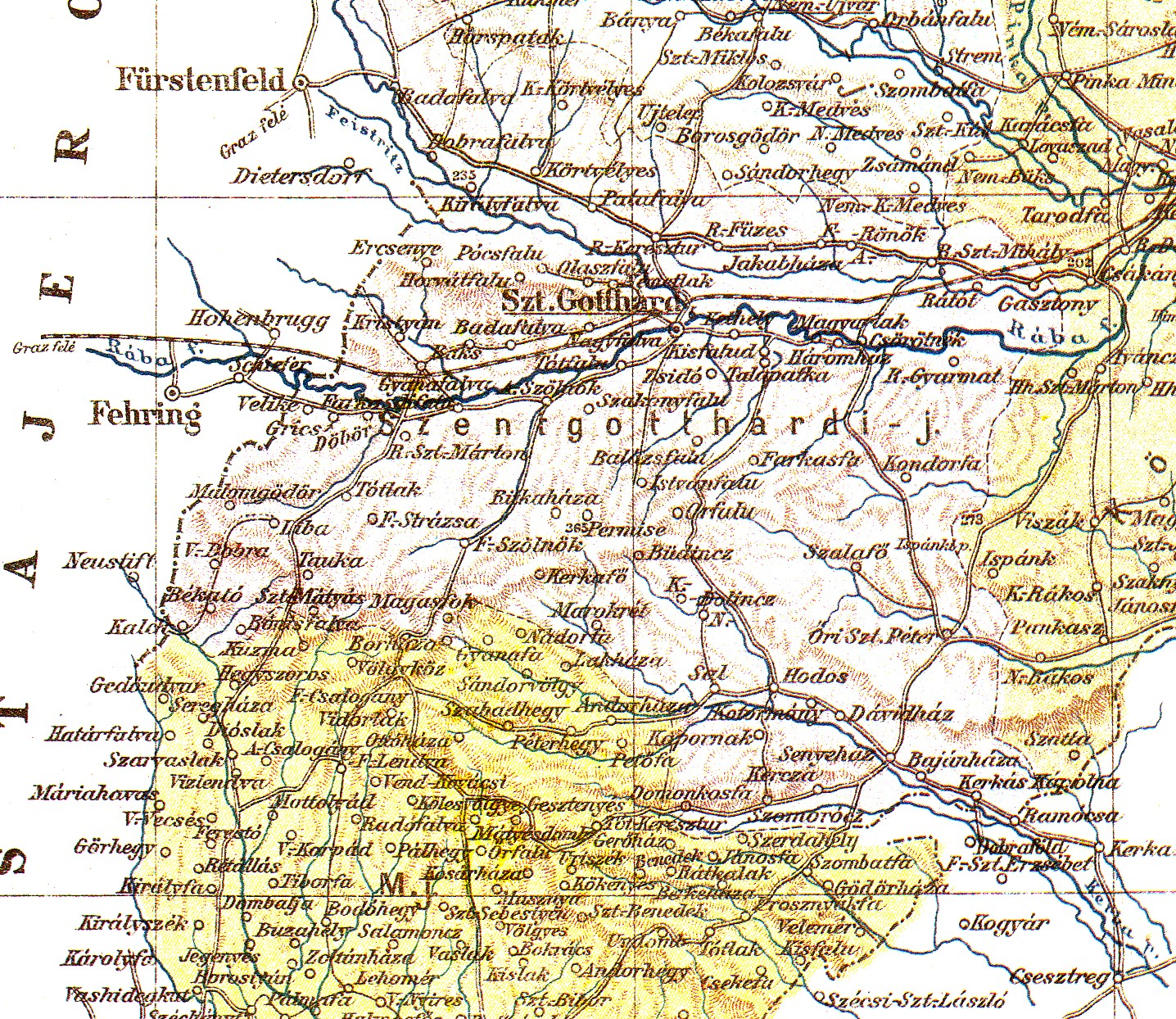
A szentgotthárdi-muraszombati járás térképe a 19. század végéről. A járás lakosságának tulnyomó többsége szlovén nemzetiségű volt.

A vend elnevezés is csak a 19. században vált használatossá, a vidéket pedig csak a század közepétől hívják Vendvidéknek, ugyanakkor a tót kifejezés egészen a 20. századig fennmaradt. A magyarországi szlovének egyik részének másik magyar elnevezése a bömhéc.
Az hogy a magyarországi szlovéneket vendeknek nevezték, politikai számításokból kifolyólag tették, az illírizmus és a pánszlávizmus megállítására és korántsem mellékesen a nemzetiség asszimilálása végett.
Az 1848–49-es szabadságharc idején és az azt megelőző időkben volt napirenden a „vend kérdés”, ahol két ellentétes tábort szokás emlegetni: az egyik a szlovén, a másik ennek ellenkezőjét képviselte.
A katolikus lelkészek és híveik a szabadságharc alatt a szintén katolikus Habsburgokat támogatták, az evangélikusok Kardos János (1801-1873) őrihodosi lelkész vezetésével Kossuth Lajos oldalán álltak, pusztán csak azért, hogy megtarthassák evangélikus vallásukat a katolikusokkal szemben.
A szabadságharc alatt a szlovénség nem vett részt a magyarellenes nemzetiségi felkelésekben. A honvédseregben sorozás útján, vagy a német nemzetiségűek helyetteseként küzdöttek szlovének az osztrákok és a horvátok ellen, Lendvában pedig szlovénekből nemzetőrség is verbuválódott. A háború alatt és után az osztrákok is sokat besoroztak erőszakkal a császári seregekbe.
Az neoabszolutizmus éveiben a vita elhalkult, majd a kiegyezés után vették elő, mikor a magyar politikai vezetés a nemzetiségek teljes beolvasztására törekedett.
A magyar politikusok követelték a szlovénektől, hogy vallják magukat vendeknek és vendszlovéneknek, és megkezdték a muramenti községek szláv eredetű neveinek is a magyarosítását. Kezdetben oktathattak vend nyelven és születtek ezen a nyelven könyvek, folyóiratok stb., de 1907-től bevezették a magyar nyelvű oktatást Apponyi Albert révén, a tanintézményekben, ami így tökéletes asszimiláló hely lett.
A magyarosítások serkentették elsősorban a katolikus szellemű értelmiségi mozgalmakat az ellenállásra. A század végén már kialakulóban volt az autonómia követelése is. 1918-ban van olyan terv, hogy Szlovenszka krajina néven autonóm entitást alakítanak ki a szlovénlakta vasi és zalai régiókban. Klekl József később már úgy látta, hogy kézenfekvőbb megoldás lenne csatlakoztatni a területet Jugoszláviához, mindenesetre a sajátos öntudatot és nyelvet figyelembe véve az új államon belül is autonómiát szeretett volna vidékének (Jászi Oszkár részéről olyan javaslat született, hogy a Muraköznek és a Vendvidéknek közösen kellene autonóm területet alkotnia, mivel egymagában túl kicsi a Szlovenszka krajina).

### A két világháború között

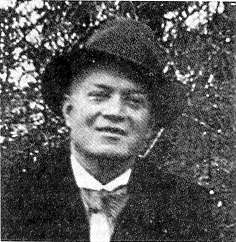
Dr. Pável Ágoston 1930 körül. A tudós-író máig a legnagyobb hatású személyiség a magyarországi szlovénekkel foglalkozó tudományban. Műveiben nagyon meggyőzően igazolja a vendek szlovén származását.

Az idő múlásával a tudósok sorra fogadták el e nemzetiség szlovén származását, közülük kimagasló egyéniségek, mint dr. Pável Ágoston (1886-1946). Alapvető változtatások mégsem történtek.
A trianoni békeszerződés után kelt életre újra a „vend nem szlovén” teória. A szélsőjobboldali és revizionista történészek hozzák újból elő és ehhez támogatásul a magyar revíziós politika. Mikola Sándor egyetemi professzor dolgozott ki egy olyan elméletet (mindenféle alapos bizonyítás nélkül!), amely azt mondja ki, hogy a magyarországi vendek a kelták leszármazottai. A vendkérdés nyomós érvként szolgált a Trianon előtti határok visszaállításáért küzdőknek ahhoz is, hogy a Muravidéket visszacsatoltassák Magyarországhoz, mert akkor lakóikat érdekeik nem Szlovénia népéhez kötik.
Amellett tény, hogy a délszláv egységet hirdető jugoszláv vezetők és híveik igyekeztek a magyarországi szlovéneket a magyarok ellen agitálni, de azok nem rokonszenveztek velük, ám csak azért nem, mert náluknál sokkalta jobban féltek a magyar hatósági szervektől!

### 1945-től
A második világháborút követően elfogadták az etnikum szlovén származását.
A határ közelsége miatt a terület nagyon sokáig elzárt volt a külvilágtól, a hazafelé tartókat állandóan igazoltatták.
A rendszerváltás után megalakult a Magyarországi Szlovének Önkormányzata, de 1992-ben megszerveződött annak ellentábora a Vend Szövetség is, amely a helyiek nem szlovén mivoltát hivatott újból bebizonyítani. A szervezet azóta megszűnt, de jelenleg is vannak olyan egyének akik (ráadásul magyarok) minden eszközt megragadva próbálják céljukat elérni, de az általuk felhozott (jobbára revizíós) dokumentumok teljesmértékben megcáfolhatók, sőt néha hamisak.
Az egészből azt a következtetést lehet levonni, hogy a vendek eredetét illető kérdés nem bír tudományos jelleggel, sokkalta inkább önös politikai érdekeket szolgál ki.
Napjainkban is találunk könyvekben, iratokban és az interneten effajta félrevezető adatokat a szlovénekről, amelyek tévesen informálják az embereket és gyakorta rossz véleményeket alakítanak ki a vendekről.
A Szlovén Nemzeti Párt (SNS) szerint a magyarok rosszul bánnak a szlovén kisebbséggel, ezért több jogot követelnek számukra. A párt azonkívül szeretné egyesíteni a magyarországi szlovéneket az anyaországgal, viszont a szlovén szervezetek elzárkóznak tőle.

## Lakóhelyük, életkörülményeik

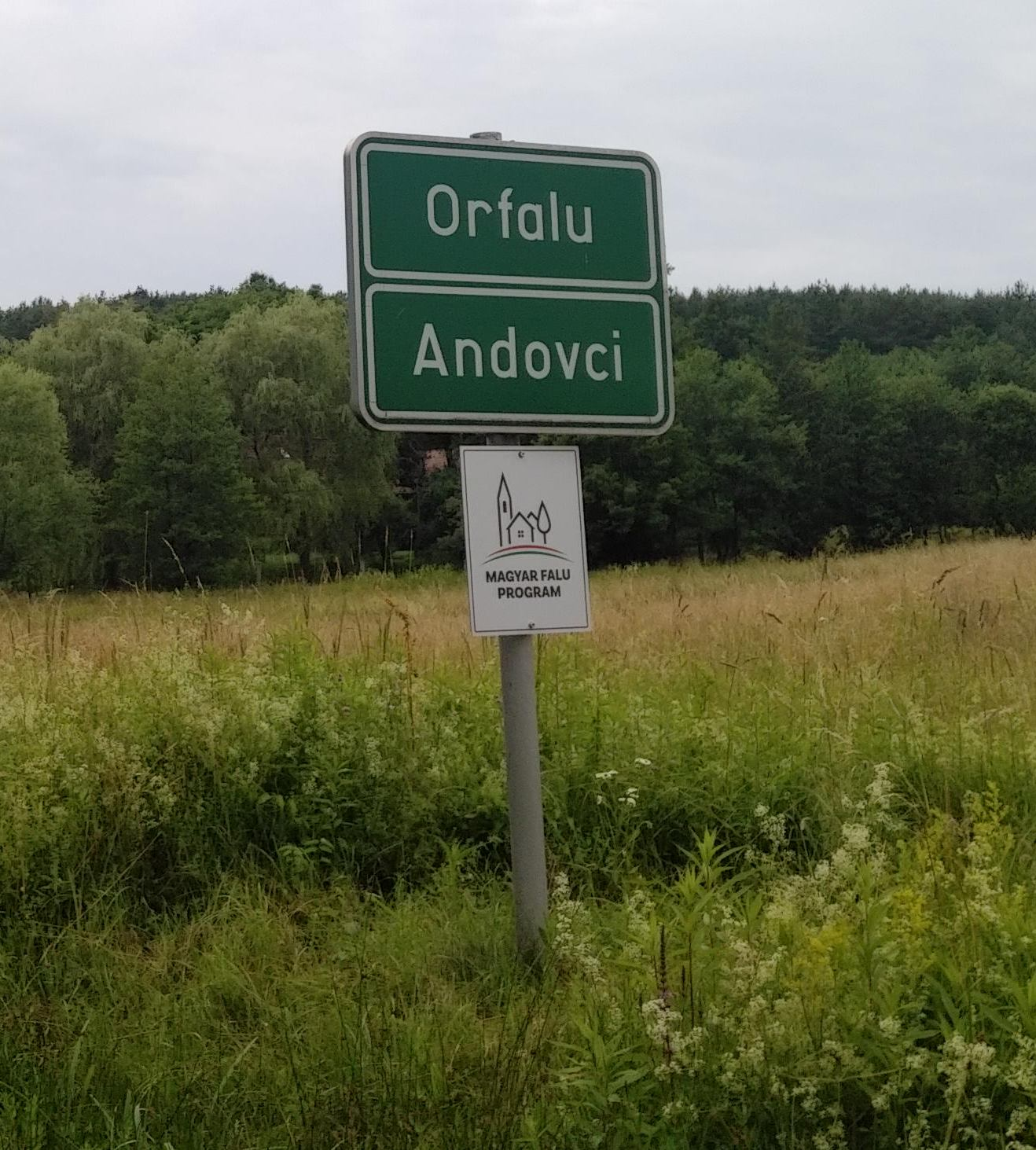
Kétnyelvű településnévtábla.

A magyarországi szlovének lakóhelye a 94 km² területű Vendvidék, melyen ma szűkebb értelemben közvetlenül a Rába folyó mellett elterülő dombos tájegységet értik.
A magyarországi szlovén községek gazdasági központja Szentgotthárd. Az egykor volt dohánygyár, óragyár, kaszagyár, téglagyár, selyemgyár rengeteg szlovénnek adott munkát. Miután legtöbbjük bezárt, a helyiek munkaviszonya is megszűnt. Képzettség híján csak néhány embernek sikerült az új gyárakban elhelyezkednie. A magyarországi szlovének többsége ma is mezőgazdasággal foglalkozik. Nagy az alulképzettség, sokan küszködnek megélhetési gondokkal.
Ma egyre fogyatkozik a szlovén népesség száma. Ennek oka, hogy a gyerekek nem tanulják anyanyelvüket, egymás közt inkább magyarul társalognak és az iskolában is a szlovén irodalmi nyelvet oktatják, amelyet nehezen sajátítanak el. Hiányzik amellett a nemzetiségi tudatuk is, olykor nem merik felvállalni, félve attól, hogy a környezetük kitaszítja őket etnikumuk miatt, máskor egyáltalán nem is akarják, ennek meg oka lehet a mai tömegmédia és digitális világ, amely nagyban elvonja a gyerekek figyelmét ettől. Amellett a fiatalok kitelepülnek a jobb megélhetés reményében városokba, vagy külföldre.
Belső Somogy területén egykor egy tucatnál is több szlovén falu létezett, a 20. században már csak Háromfa, Agarév, Tarany és Kónyi településeken éltek szlovének. Jelenleg Taranyban van kevesebb mint 40 ember, aki beszél vendül.

## Kultúra

### Nyelv
A magyarországi szlovének a vend nyelvet beszélik, amely elszigeteltsége révén nagyon archaikus, ősi szláv elemeket is megőrzött, és nagy hasonlóságot mutat a horvát kaj ágával. Bár nyelvük archaizálódott és átalakult a magyarokkal való több mint egy évezredes együttélés során, de azért még mindig nagyon hasonlít a szlovén irodalmi nyelvre. A vend a 18.-19. században saját irodalmi nyelvet alakított ki, aminek megőrzését Szlovéniában is egyaránt fontosnak tartják.

### Néphagyományok
A vendek kultúrája nagyon színes, nagyon sok eleme magyar, illetve német eredetre vall, de vannak önálló motívumok is. A magyar néphagyományokhoz hasonlóan járnak betlehemesek, mikulások, lucázók stb. A vendek legismertebb saját hagyománya a rönkhúzás.
Népmeséikre a magyarok hatottak, akárcsak a szlovéniai mesékre is, hisz ott például megjelenik Mátyás király is. A vend mesékben Mátyás király ugyan nem szerepel, de elbeszélésmódjuk, tartalmuk és befejezésük a magyar népmesékhez áll közel.
Néptáncaik a stájer hagyományokat tükrözik. Német az ájnccvajdraj, míg a Rozinka és Rejzka táncokat a stájervidéki szlovének is táncolják. Új típusú a polka és volcer.
Népdalaik szintén a szlovéniai Prelikja tájegységgel mutatnak rokonságot.
Szentgotthárdon, a szintén szlovén alapítású Lipa étteremben működik a Szlovén Információs és Kulturális Központ, itt székel a Radio Monoster és a Porabje (Rábavidék) újság szerkesztősége is.

### Híresebb magyarországi szlovének
A magyarországi szlovének közül nem egy foglal helyet Magyarország neves személyei között: Pável Ágoston napjainkban is elismert nyelvész, akinek a szláv nyelvek kutatása terén vannak hasznos érdemei. Mikola Sándor fizikus a Muravidéken született, ahogy Rogács Ferenc pécsi püspök is. Doncsecz Károly országos szinten is elismertséget szerzett azzal, hogy haláláig művelte a Vendvidék ősi fazekas hagyományait. Halálával az a foglalkozás is megszűnt. Rogán Antal, a Fidesz egyik politikusa és a főváros V. kerületének volt polgármestere szintén vállalja szlovén származását. Gécsek Tibor atléta hasonlóan szlovén családban született, illetve Pars Krisztiánnak is vannak szlovén gyökerei.

### Magyarországi szlovének családnevei
A szlovének közt a sok évszázados zártság révén nagyon sok az azonos családnevű. A Vendvidéken ismert vezetéknevek kb. 90%-a nagyon régi az anyakönyvek és hajdani feudális iratok tanúsága szerint. Egyesek a 14. században is feltűnnek, pontosabban azok elődei, amelyek hangzásából következtethetünk az azonosságra.
A nevek gyakorisága a történelem folyamán különbözőképp alakult: a korábban még nagyon gyakori famíliák létszáma az idők folyamán, különösen a török hódoltság alatt, mely együtt járt az emberrablásokkal és gyilkosságokkal, drasztikusan csökkent, míg másoké a török idők végezte után megnőtt.
Sok családnév ejtése és írása különféleképpen változott: egyes neveknek legalább hat-hét különféle módosulata is ismert. Ennek oka, hogy a családok másképp és másképp ejtették neveiket – olykor minden generáció különböző módon –, sőt a plébániákon a múlt századokban rengeteg német vagy német származású jegyző dolgozott, akik sokszor félreértették, elírták a szláv családneveket. Ugyanakkor a papok közt is sok volt a más nemzetiségű (németek, magyarok, horvátok).

## Lásd még
- Vendek
- Bömhécek
- Somogyi szlovének
- A Vendvidék népi táplálkozása
- Vendvidéki Köztársaság

## Külső hivatkozások
- Kozár Mária: A magyarországi szlovének, Változó Világ 56., Budapest 2004.
- Kozár Mária: A magyarországi szlovének néprajzi szótára, Szentgotthárd-Monoster 1996.
- M. Kozár Mária: A magyarországi szlovének asszimilációja az 1980-as évektől napjainkig, Kisebbségkutatás, 2005/2 szám